# Charlie włamywaczem
Charlie włamywaczem (ang. Police) – amerykański film niemy z 1916 roku.

## Treść
Charlie zostaje zwolniony z więzienia i od razu wpada w tarapaty. Były skazaniec namawia Charliego do udziału w napadzie na dom. Jednak właścicielka domu, Edna, przyłapuje ich na gorącym uczynku.

## Aktorzy
- Charlie Chaplin – włamywacz
- Edna Purviance – mieszkanka domu
- Wesley Ruggles – pomocnik Charliego
- Leo White – policjant
- John Rand – policjant
- Billy Armstrong – pastor
- Snub Pollard – pastor 2